# Фофаново (Нижньогородська область)
Фофаново (рос. Фофаново) — присілок в Вачському районі Нижньогородської області Російської Федерації.
Населення становить 19 осіб. Входить до складу муніципального утворення Филінська сільрада.

## Історія
Від 2009 року входить до складу муніципального утворення Филінська сільрада.

## Населення
| 1859 | 1905 | 1926 | 1999 | 2002 | 2010 |
| ---- | ---- | ---- | ---- | ---- | ---- |
| 257  | ↗300 | ↗353 | ↘26  | ↘17  | ↗19  |